# John Konrads
John Konrads lub Jānis Konrāds (ur. 21 maja 1942 w Rydze, zm. 25 kwietnia 2021 w Sydney) – australijski pływak. Trzykrotny medalista olimpijski z Rzymu.
Jego siostra Ilsa także była pływaczką, medalistką igrzysk i rekordzistką świata. Oboje urodzili się na Łotwie, w 1944 rodzina wyjechała do Niemiec, w 1949 wyemigrowała do Australii. Specjalizował się w stylu dowolnym. Na igrzyskach triumfował na dystansie 1500 metrów, był trzeci na 400 m i w sztafecie kraulowej 4 × 200 metrów. W 1958 trzykrotnie stawał na podium Commonwealth Games. W 1971 został przyjęty do International Swimming Hall of Fame.